# Pleurothyrium brochidodromum
Pleurothyrium brochidodromum är en lagerväxtart som beskrevs av H. van der Werff. Pleurothyrium brochidodromum ingår i släktet Pleurothyrium och familjen lagerväxter. Inga underarter finns listade i Catalogue of Life.